# Condes (Haute-Marne)
Pour les articles homonymes, voir Condes.
Condes est une commune française située dans le département de la Haute-Marne, en région Grand Est.

## Géographie
Condes est située à 3,3 km au nord de Chaumont, préfecture de la Haute-Marne, et à 20 km de Colombey-les-Deux-Églises. La commune est traversée par la Marne et le Bonneveau, le canal entre Champagne et Bourgogne et les routes RN 67 et D 200.
Topographie, dérivé de la celtographie Condate pour confluence de deux cours d'eau.

### Hydrographie
La commune est dans la région hydrographique « la Seine de sa source au confluent de l'Oise (exclu) » au sein du bassin Seine-Normandie. Elle est drainée par le canal de la Marne a la Saone, la Marne, le ruisseau de Bonnevaux, le cours d'eau 01 de la commune de Condes et la Marne,.
Le canal de la Marne à la Saône est un canal à bief de partage au gabarit Freycinet, d'une longueur de 160 km reliant les vallées de la Marne et de la Saône, géré par les Voies navigables de France.
La Marne  prend sa source sur le plateau de Langres, dans la commune de Saints-Geosmes (Haute-Marne) et se jette dans la Seine entre Charenton-le-Pont et Alfortville (Val-de-Marne) dans le quartier de Conflans-l'Archevêque. Les caractéristiques hydrologiques de la Marne sont données par la station hydrologique située sur la commune. Le débit moyen mensuel est de 8,38 m3/s. Le débit moyen journalier maximum est de 123 m3/s, atteint lors de la crue du 23 janvier 2018. Le débit instantané maximal est quant à lui de 131 m3/s, atteint le 4 mai 2013.
Le ruisseau de Bonnevaux, d'une longueur de 11 km, prend sa source dans la commune de Villiers-le-Sec et se jette  dans la Marne à Brethenay, après avoir traversé quatre communes.

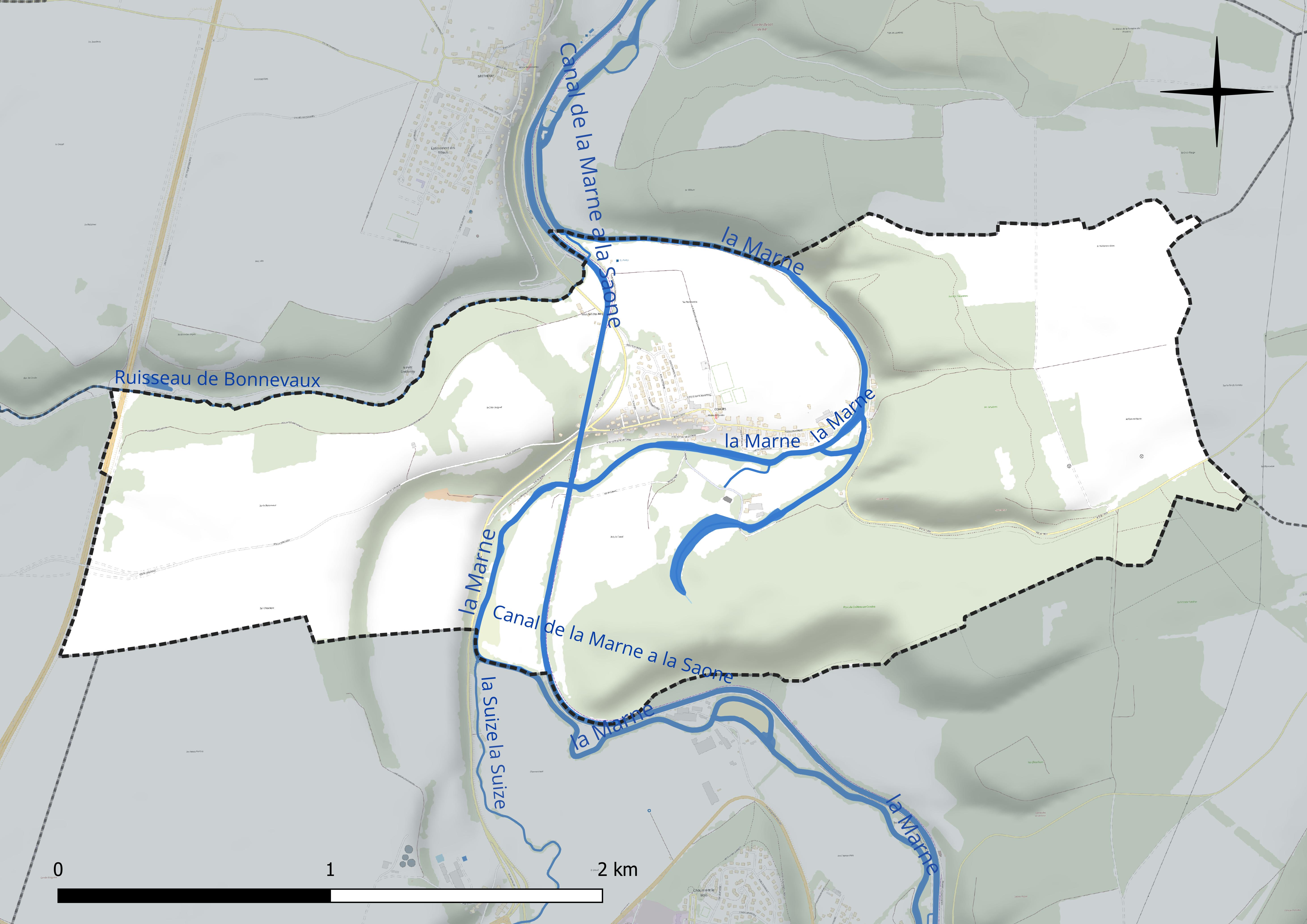
Réseau hydrographique de Condes.

### Climat
Pour des articles plus généraux, voir Climat du Grand Est et Climat de la Haute-Marne.
En 2010, le climat de la commune est de type climat des marges montargnardes, selon une étude du Centre national de la recherche scientifique s'appuyant sur une série de données couvrant la période 1971-2000. En 2020, Météo-France publie une typologie des climats de la France métropolitaine dans laquelle la commune est exposée à un climat océanique altéré et est dans la région climatique Lorraine, plateau de Langres, Morvan, caractérisée par un hiver rude (1,5 °C), des vents modérés et des brouillards fréquents en automne et hiver.
Pour la période 1971-2000, la température annuelle moyenne est de 10,1 °C, avec une amplitude thermique annuelle de 16,2 °C. Le cumul annuel moyen de précipitations est de 919 mm, avec 12,9 jours de précipitations en janvier et 9,2 jours en juillet. Pour la période 1991-2020, la température moyenne annuelle observée sur la station météorologique de Météo-France la plus proche, « Bourdons_sapc », sur la commune de Bourdons-sur-Rognon à 15 km à vol d'oiseau, est de 10,0 °C et le cumul annuel moyen de précipitations est de 1 011,1 mm. 
La température maximale relevée sur cette station est de 40,1 °C, atteinte le 25 juillet 2019 ; la température minimale est de −22,1 °C, atteinte le 20 décembre 2009,,.
Les paramètres climatiques de la commune ont été estimés pour le milieu du siècle (2041-2070) selon différents scénarios d'émission de gaz à effet de serre à partir des nouvelles projections climatiques de référence DRIAS-2020. Ils sont consultables sur un site dédié publié par Météo-France en novembre 2022.

### Paysages
La commune de Condes est cerné au Nord, à l'est et à l'ouest par des collines. Celle situé au nord, appelé Pic Noir est assez escarpé. Les collines le sont toutes et elles sont recouvertes d'arbres. Brethenay est situé aussi sur une colline et domine Condes. Brethenay est visible du cimetière.
Sur la partie ouest de la commune (la partie non-habitée), le paysage est composé de champs et le terrain reste plat.

### Milieux naturels et Biodiversités
La Marne, qui traverse le village par l'est, est un endroit riche en faune. On y trouve une multitude d'espèces de poissons tels que des brochets, des truites, carpes communes et plein de différents petits poissons. La pêche est autorisée dans le canal ainsi que dans la Marne mais il existe un petit ruisseau où la pêche est interdite (les poissons étant trop visibles, cette pêche devient trop facile), étant une sorte de petite réserve.
La place de Fraville, au sud du village, est un emplacement qui se situe en face de la Marne et peut être considéré comme le seul parc du village.

### Communes limitrophes
|          | Brethenay |       |
| Jonchery | Condes    | Treix |
|          | Chaumont  |       |

## Urbanisme

### Typologie
Au 1er janvier 2024, Condes est catégorisée commune rurale à habitat dispersé, selon la nouvelle grille communale de densité à sept niveaux définie par l'Insee en 2022.
Elle est située hors unité urbaine. Par ailleurs la commune fait partie de l'aire d'attraction de Chaumont, dont elle est une commune de la couronne,. Cette aire, qui regroupe 112 communes, est catégorisée dans les aires de 50 000 à moins de 200 000 habitants,.

### Occupation des sols
L'occupation des sols de la commune, telle qu'elle ressort de la base de données européenne d’occupation biophysique des sols Corine Land Cover (CLC), est marquée par l'importance des territoires agricoles (51 % en 2018), une proportion identique à celle de 1990 (51 %). La répartition détaillée en 2018 est la suivante : 
terres arables (46,9 %), forêts (43,9 %), zones urbanisées (5,1 %), prairies (4,1 %). L'évolution de l’occupation des sols de la commune et de ses infrastructures peut être observée sur les différentes représentations cartographiques du territoire : la carte de Cassini (XVIIIe siècle), la carte d'état-major (1820-1866) et les cartes ou photos aériennes de l'IGN pour la période actuelle (1950 à aujourd'hui).

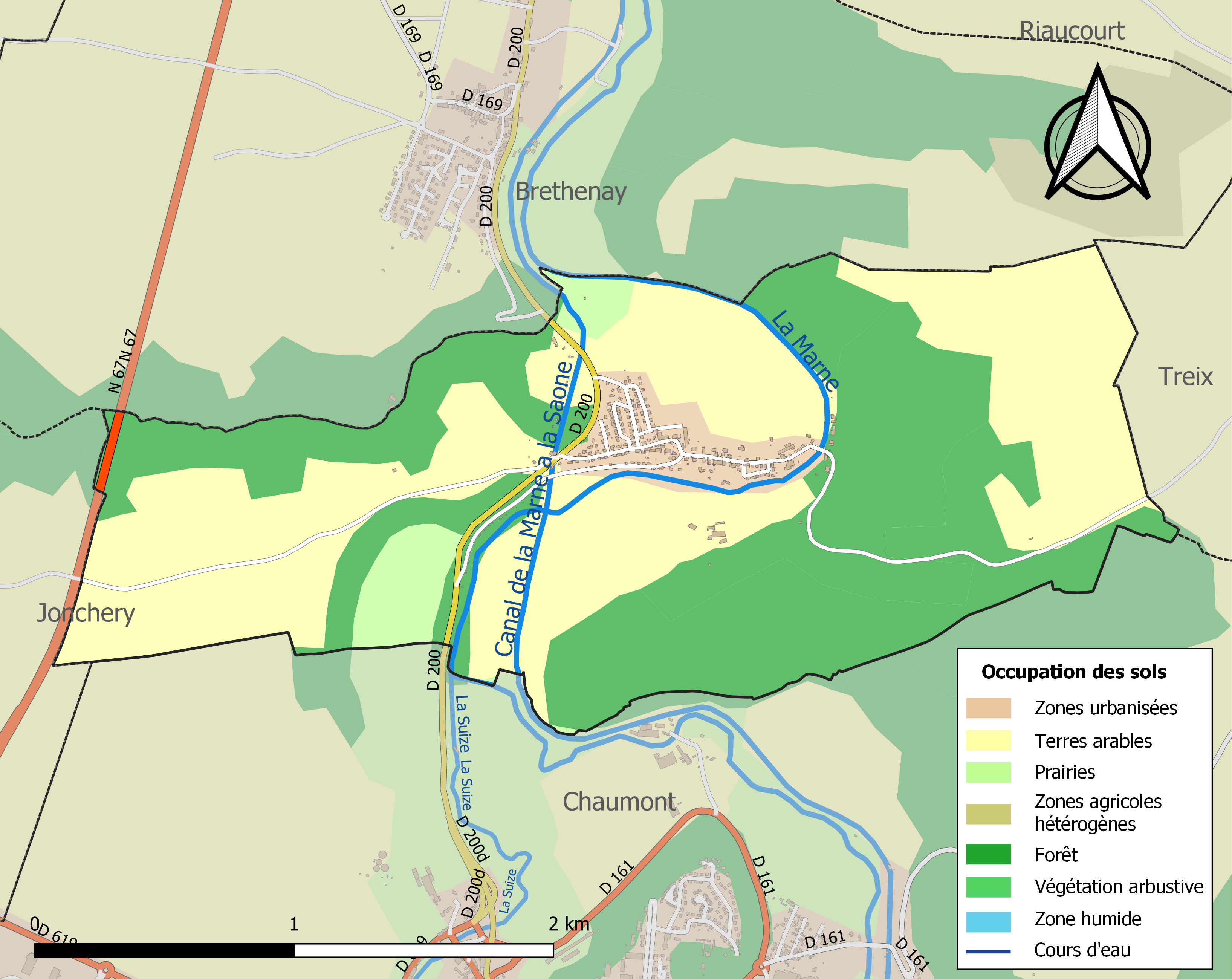
Carte des infrastructures et de l'occupation des sols de la commune en 2018 (CLC).

### Voie de communication et transports
Condes se situe à côté de la départementale D 200 qui part de Chaumont et qui remonte vers le nord du département. Le village est aussi traversé par le canal entre Champagne et Bourgogne.
Condes n'est pas reliée par un réseau de bus autre que scolaire.

## Toponymie
Le nom de la localité est attesté sous les formes Cortem que vocatur Condeda scilicet in comitatu Buloniensi (961) ; Condadum (vers 991) ; Conda (commencement du XIe siècle) ; Condum (1090) ; In territorio Lingonensi, apud villam Cundas (1148) ; Condeda curtis (1151) ; In territorio Lingonensi, Condedas (1154) ; Condes (1155) ; Cunda (1198) ; Condae (1216) ; N. prior de Condetis (1228) ; Condel (1232).

Du gaulois condate « confluent ».
Condes n'est pas ou n'est plus situé exactement au confluent de deux cours d'eau, mais est en aval du confluent de la Marne et de la Suize.

De nombreuses localités ont été bâties à la confluence de cours d’eau pour des raisons diverses : eau à volonté, pêche facilitée, terres aisément cultivables, voies de communication navigables, etc.

## Histoire
Une villa gallo-romaine a été découverte en 1875 dans le parc du château, il avait une partie balnéaire.
En 961, Hugues IV de Bassigny, comte de Bassigny et de Bolenois, fait don de la curtis de Condes pour être inhumé à Saint-Rémi de Reims et lègue le Val-de-Rognon aux chanoines. Puis il meurt la même année.
Le village dépendait au XIIe siècle des comtes de Champagne. Henri II de Champagne engagea l'avouerie de Condes à Jobert de Chaumont, mais en 1182, les habitants non contents du nouveau propriétaire, remboursèrent Jobert et furent à nouveau placés sous le comte. La seigneurie comprenait alors Condes, Jonchery, Treix, Laharmand et Bonmarchais (localité disparue).
Le prieuré de Condes, fondé en 961 par Hugues, comte de Bassigny, de Bologne et d'Andelot, et accordé par Lothaire en rive droite de la Marne, en face du village éponyme, il dépendait de l'abbaye Saint-Remi de Reims. Hincmar de Reims installait Haldricus comme premier prieur et le dernier fut Charles Alexandre d'Antigny ; deux saints y étaient particulièrement honorés, Gengoulf et Marcoulf qui avaient des fontaines éponymes. Après la Révolution Française, la plupart des propriétés foncières du prieuré sont vendues. Le 26 mai 1791 le citoyen Mollot, habitant à Chaumont, racheta le domaine qui se trouvait délabré, l'église mal ornée, les jardins négligés et les terres sans culture. En cette même année, un certain Claude Duval de Fraville, parlementaire de l'Aube, rachète le domaine. En 1812 sont plantés les premiers pins et épicéas de toute la Haute-Marne par son fils, Laurent à qui il a confié une parcelle de terrain. En 1820, il implante à Condes un haut-fourneau et en cette même année, le domaine de Condes fut érigé en baronnie. En 1829, il installe une sucrerie à betterave qui ne marchera que quatre ans. Après la mort de son père, Laurent Martin Duval de Fraville construit son château entre 1837 et 1840, il réalise en 1847 une vaste ferme en contrebas du village. En 1850, il fait construire une bergerie pour accueillir une cinquantaine de moutons. En 1854, après qu'un incendie se soit déclaré au haut-fourneau (l'incendie a été maîtrisé), Laurent, devenu maire établit dans le village une compagnie de pompiers avec pompe à bras. Mais le 13 juillet, une épidémie de choléra, qui avait pu être évité en 1832 et 1849, frappe le village. Elle cause 5 malades et emporte avec elle 3 personnes. Il met à cette occasion sa glacière de médicaments en libre accès à toutes les personnes dans un rayon de 16 km et finance tous les médicaments.

Le 19 janvier 1814, l'armée wurtembourgeoise envahit Chaumont et tous les villages aux alentours dont Condes et y installeront un bivouac. L'armée autrichienne vient rapidement les remplacer puis l'armée russe arrive à son tour, enfin ce sont les cosaques qui viendront s'installer. Laurent Duval de Fraville raconte "Les calamités qui accompagneront cette première invasion furent grandes [...] Les maisons et l'église furent pillés et les habitants livrés aux plus mauvais traitements.". En 1824, la ville se dote d'une école.

## Politique et administration
| Période                                  | Période  | Identité                  | Étiquette | Qualité                             |
| ---------------------------------------- | -------- | ------------------------- | --------- | ----------------------------------- |
| 1834                                     | 1848     | Laurent Duval de Fraville |           | Député du 3e collège de Haute-Marne |
| avant 1981                               | 2001     | Robert Doré               |           | Cultivateur                         |
| mars 2001                                | En cours | Joël Clément              |           | Instituteur à la retraite           |
| Les données manquantes sont à compléter. |          |                           |           |                                     |

### Election
Voici les résultats de l'élection présidentielle 2022:
| Candidat                    | % des voix | Voix |
| --------------------------- | ---------- | ---- |
| Emmanuel Macron (LREM)      | 27,86%     | 56   |
| Marine Le Pen (RN)          | 36,32%     | 73   |
| Jean-Luc Mélenchon (LFI)    | 15,42%     | 31   |
| Valérie Pécresse (LR)       | 5,47%      | 11   |
| Éric Zemmour (REC)          | 1,99%      | 4    |
| Yannick Jadot (EELV)        | 3,48%      | 7    |
| Jean Lassalle (RES)         | 3,48%      | 7    |
| Philippe Poutou (NPA)       | 0%         | 0    |
| Nathalie Arthaud (LO)       | 0,5%       | 1    |
| Anne Hidalgo (PS)           | 0,5%       | 1    |
| Fabien Roussel (PCF)        | 0,5%       | 1    |
| Nicolas Dupont-Aignan (DLF) | 3,48%      | 7    |

| Candidat               | % des voix | Voix |
| ---------------------- | ---------- | ---- |
| Emmanuel Macron (LREM) | 50,51%     | 99   |
| Marine Le Pen (RN)     | 49,49%     | 97   |

## Équipement et Service Public

### Enseignement
Condes s'est doté de sa propre école au XIXe siècle. En 1824, la construction d'une école commence dans le village. Même s'il en existait déjà une. Certains documents dressent la liste des recteurs depuis 1717, ce qui en ferait la plus ancienne école rurale du département.

## Population et société

### Démographie

#### Évolution démographique
L'évolution du nombre d'habitants est connue à travers les recensements de la population effectués dans la commune depuis 1793. Pour les communes de moins de 10 000 habitants, une enquête de recensement portant sur toute la population est réalisée tous les cinq ans, les populations de référence des années intermédiaires étant quant à elles estimées par interpolation ou extrapolation. Pour la commune, le premier recensement exhaustif entrant dans le cadre du nouveau dispositif a été réalisé en 2007.

En 2022, la commune comptait 293 habitants, en évolution de −4,56 % par rapport à 2016 (Haute-Marne : −4,62 %, France hors Mayotte : +2,11 %).
| 1793 | 1800 | 1806 | 1821 | 1831 | 1836 | 1841 | 1846 | 1851 |
| ---- | ---- | ---- | ---- | ---- | ---- | ---- | ---- | ---- |
| 102  | 116  | 114  | 111  | 117  | 150  | 158  | 155  | 155  |

| 1856 | 1861 | 1866 | 1872 | 1876 | 1881 | 1886 | 1891 | 1896 |
| ---- | ---- | ---- | ---- | ---- | ---- | ---- | ---- | ---- |
| 180  | 146  | 127  | 130  | 143  | 143  | 179  | 167  | 199  |

| 1901 | 1906 | 1911 | 1921 | 1926 | 1931 | 1936 | 1946 | 1954 |
| ---- | ---- | ---- | ---- | ---- | ---- | ---- | ---- | ---- |
| 199  | 165  | 156  | 143  | 156  | 155  | 170  | 141  | 163  |

| 1962 | 1968 | 1975 | 1982 | 1990 | 1999 | 2006 | 2007 | 2012 |
| ---- | ---- | ---- | ---- | ---- | ---- | ---- | ---- | ---- |
| 212  | 237  | 244  | 293  | 325  | 284  | 271  | 269  | 311  |

| 2017 | 2022 | - | - | - | - | - | - | - |
| ---- | ---- | - | - | - | - | - | - | - |
| 304  | 293  | - | - | - | - | - | - | - |

## Économie

### Entreprises et commerce
Condes a accueilli beaucoup de petits commerces mais peu ont subsisté. Au XIXe siècle, le village avait une bergerie, un haut-fourneau et une forge. Ensuite, une ferme laitière  s'est installé en 1947. Elle est devenue une fromagerie et récoltait jusqu'à 6 000 l de lait dans les années 1960 en été et 12 000 l en hiver. La laiterie a fermé en 1971 en raison d'une mauvaise gestion de la part du nouveau gérant.
Un entrepôt de l'entreprise S.A Devarennes occupe toujours le village.

## Culture locale et patrimoine

### Lieux et monuments
- L'église Saint-Vallier.
- Le pont sur la Marne.
- Les ouvrages d’art du Canal entre Champagne et Bourgogne. Synthèse du savoir-faire des ingénieurs du XIXe, le site de Condes permet de découvrir, une écluse de type Freycinet, un tunnel à double sens, un pont-canal (MH) et un pont-levis[29].
- La statue de Jeanne d'Arc dans les bois entourant le château.
- Château du XIXe siècle, découverte de bains romains dans la cour du château.

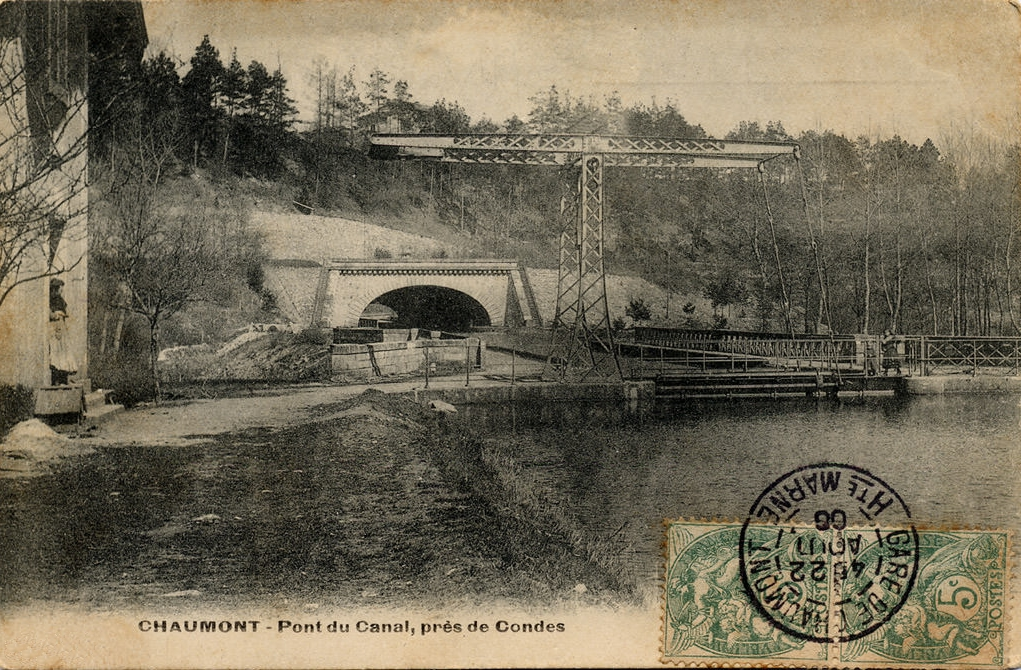
Carte postale du tunnel vers 1906 et le pont-levant.
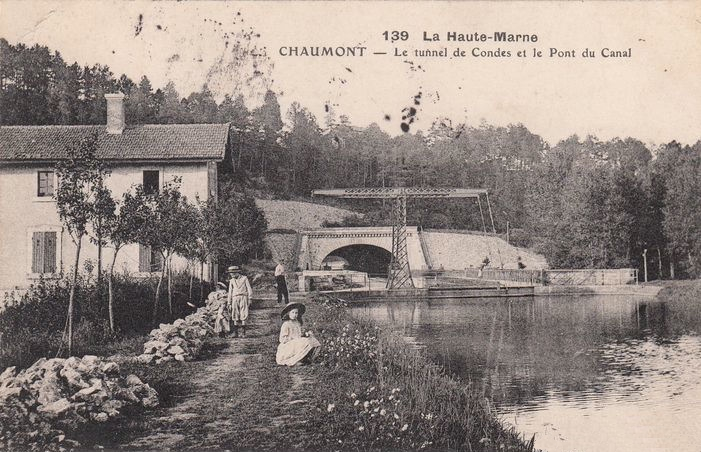
Carte postale du tunnel vers 1910.
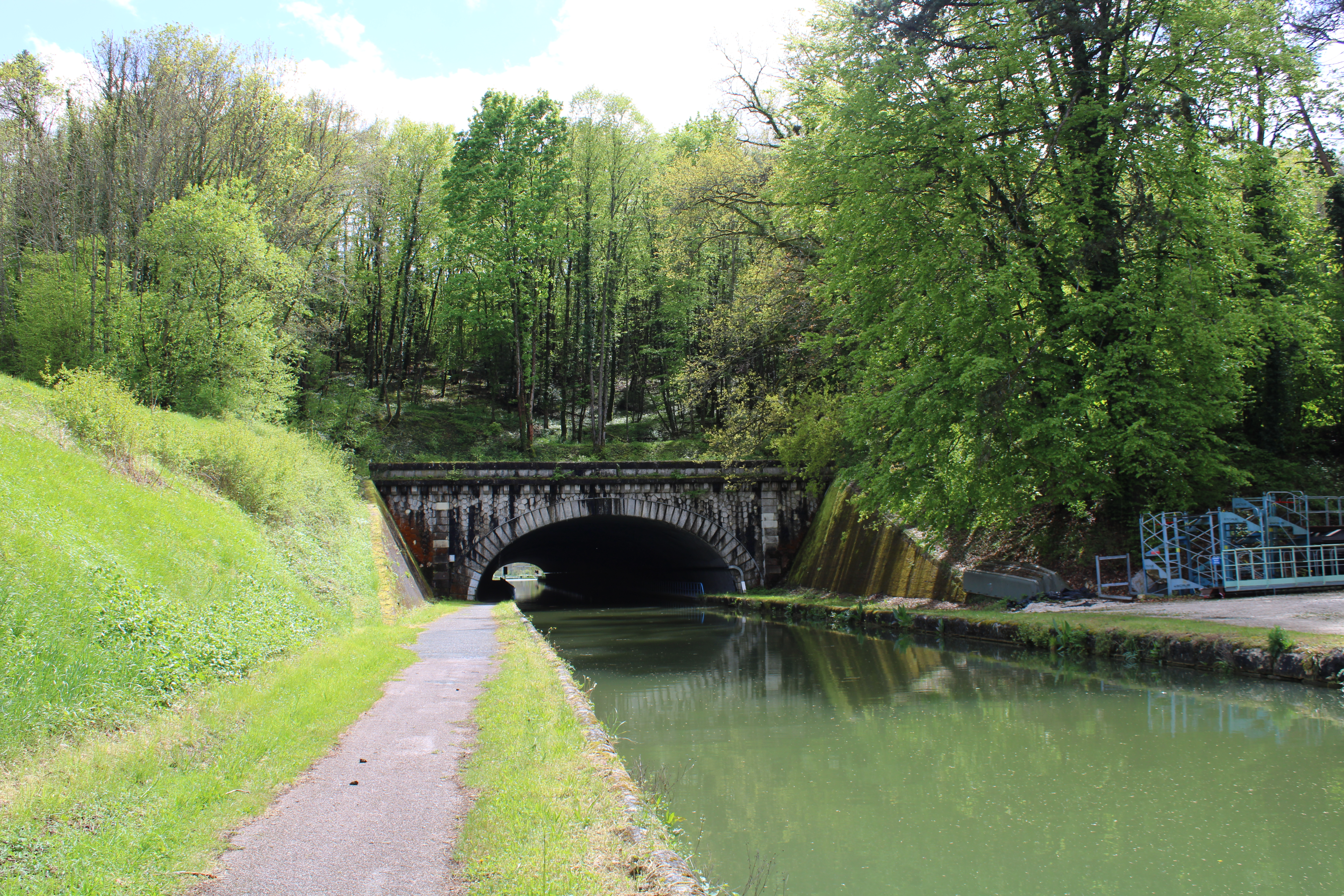
Le tunnel sur le Canal entre Champagne et Bourgogne.
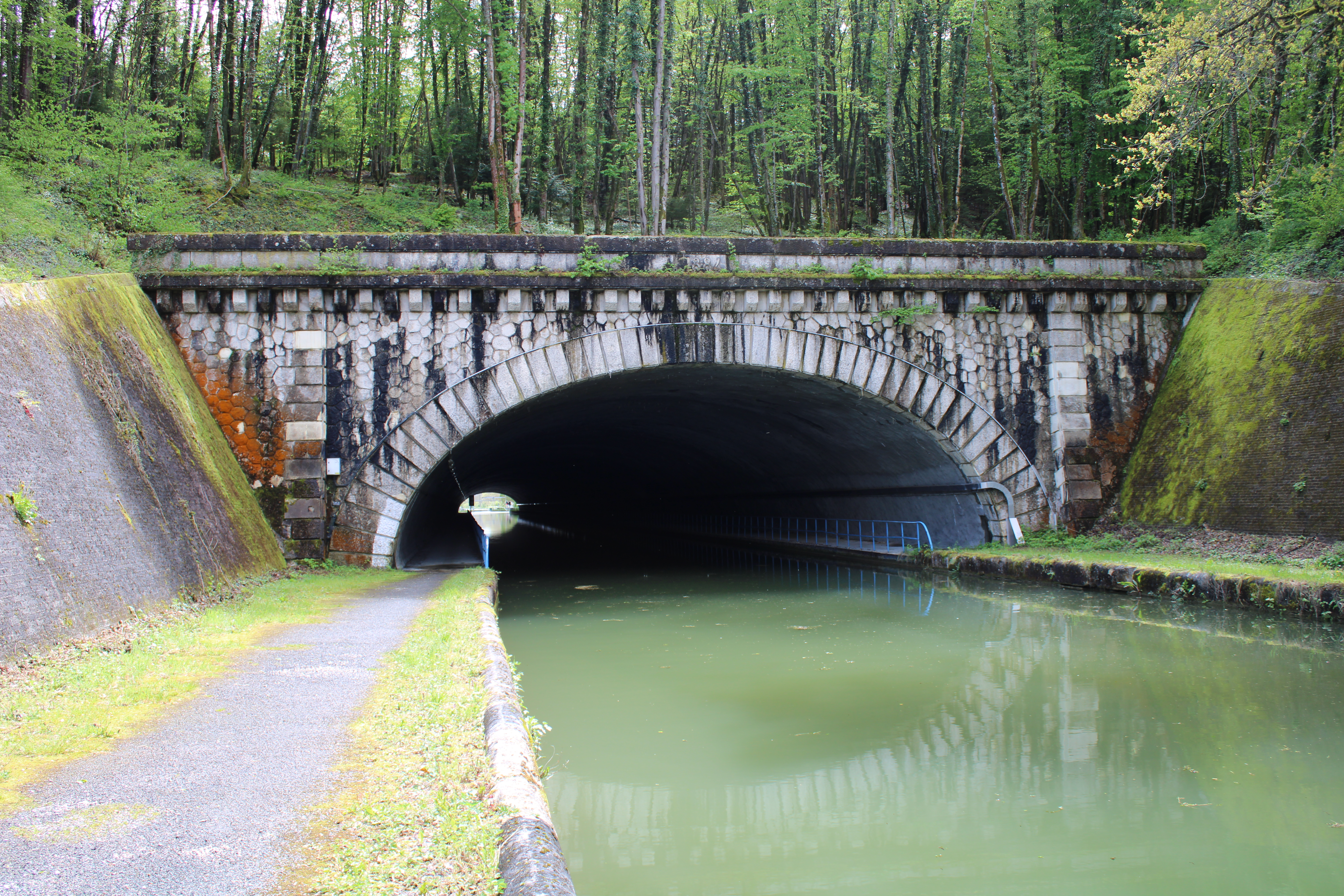
Le tunnel: longueur 308 mètres, date de construction 1908, à double sens.
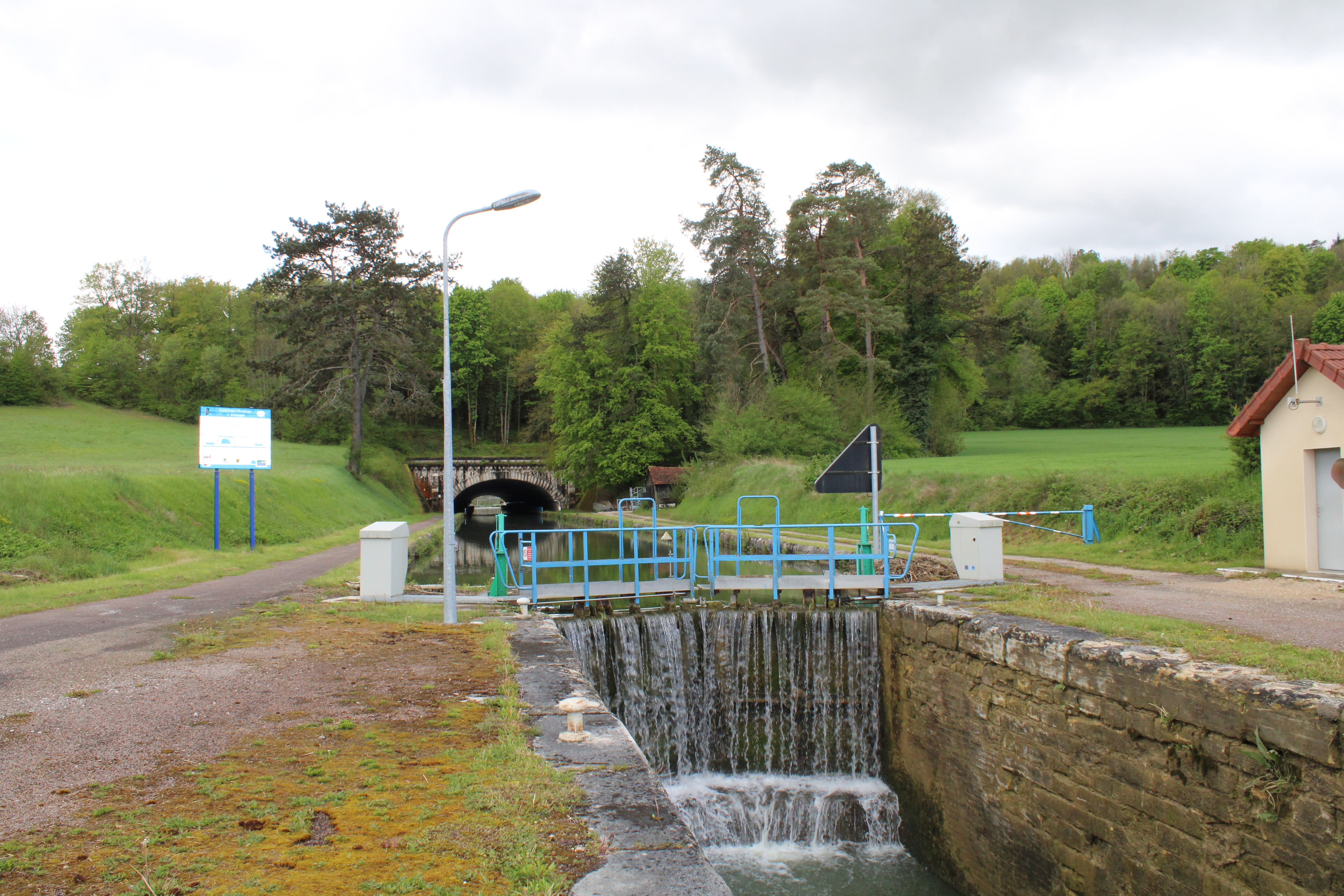
L'écluse et le tunnel.

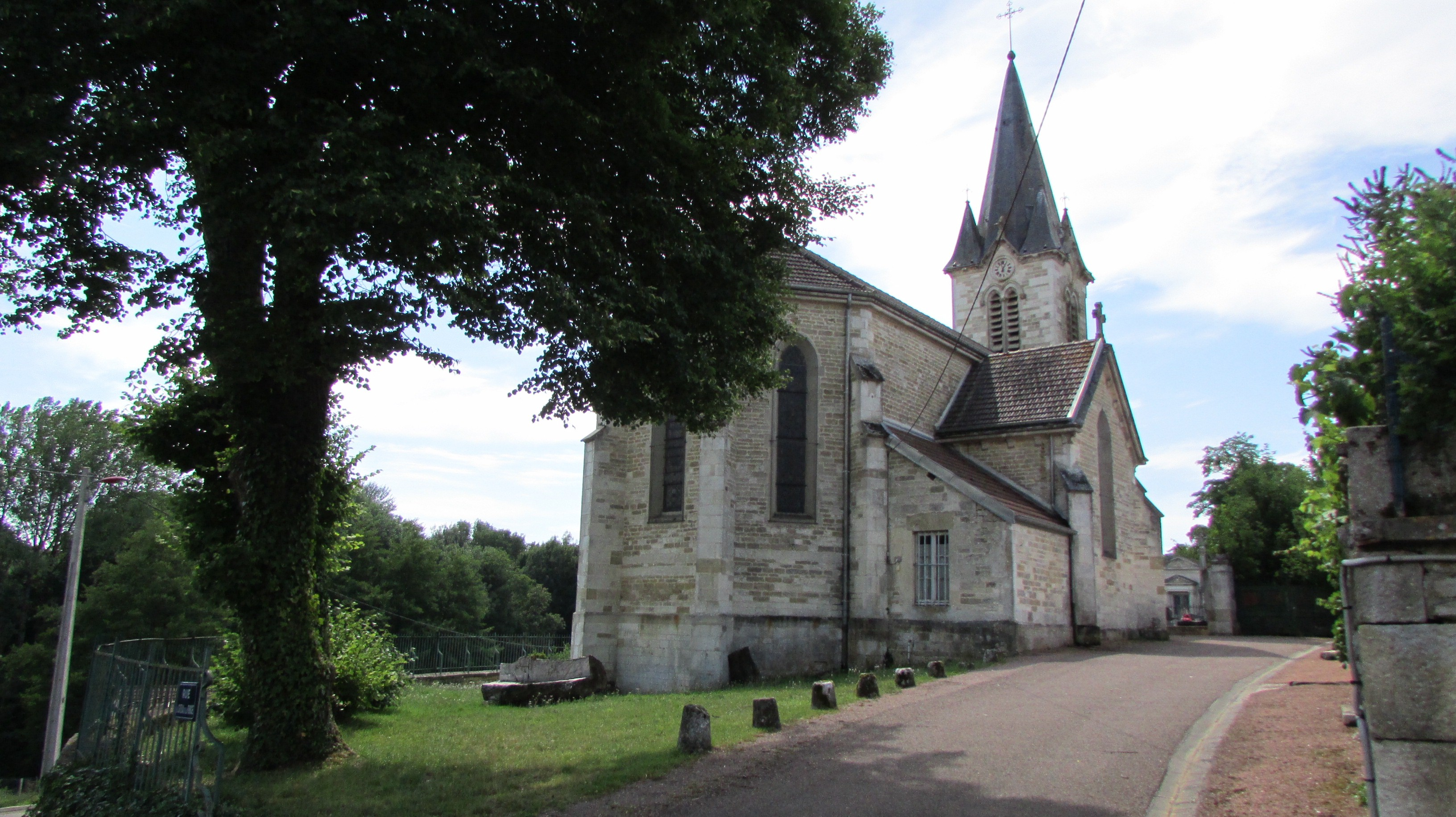
L'église.
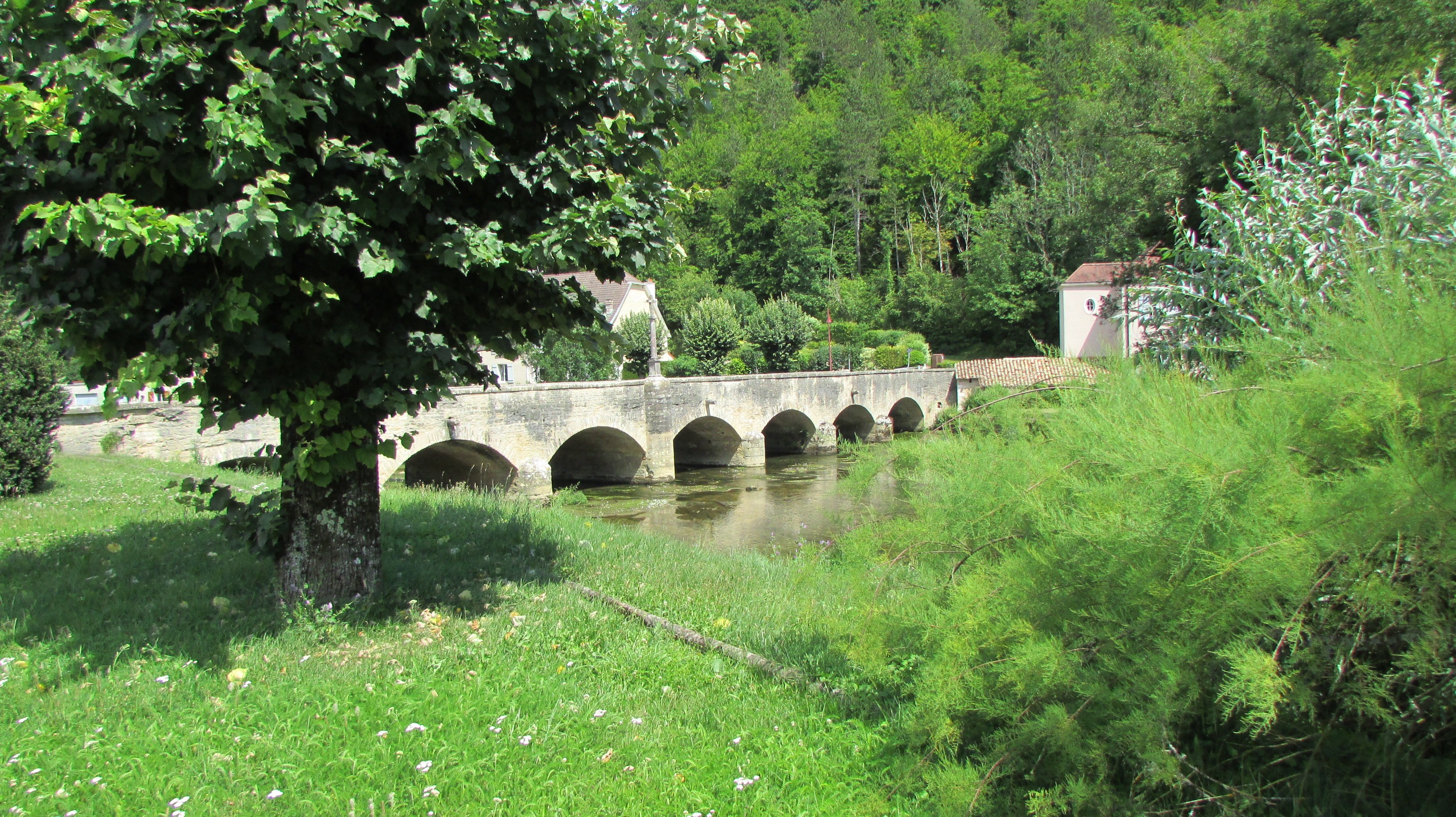
Le pont sur la Marne.
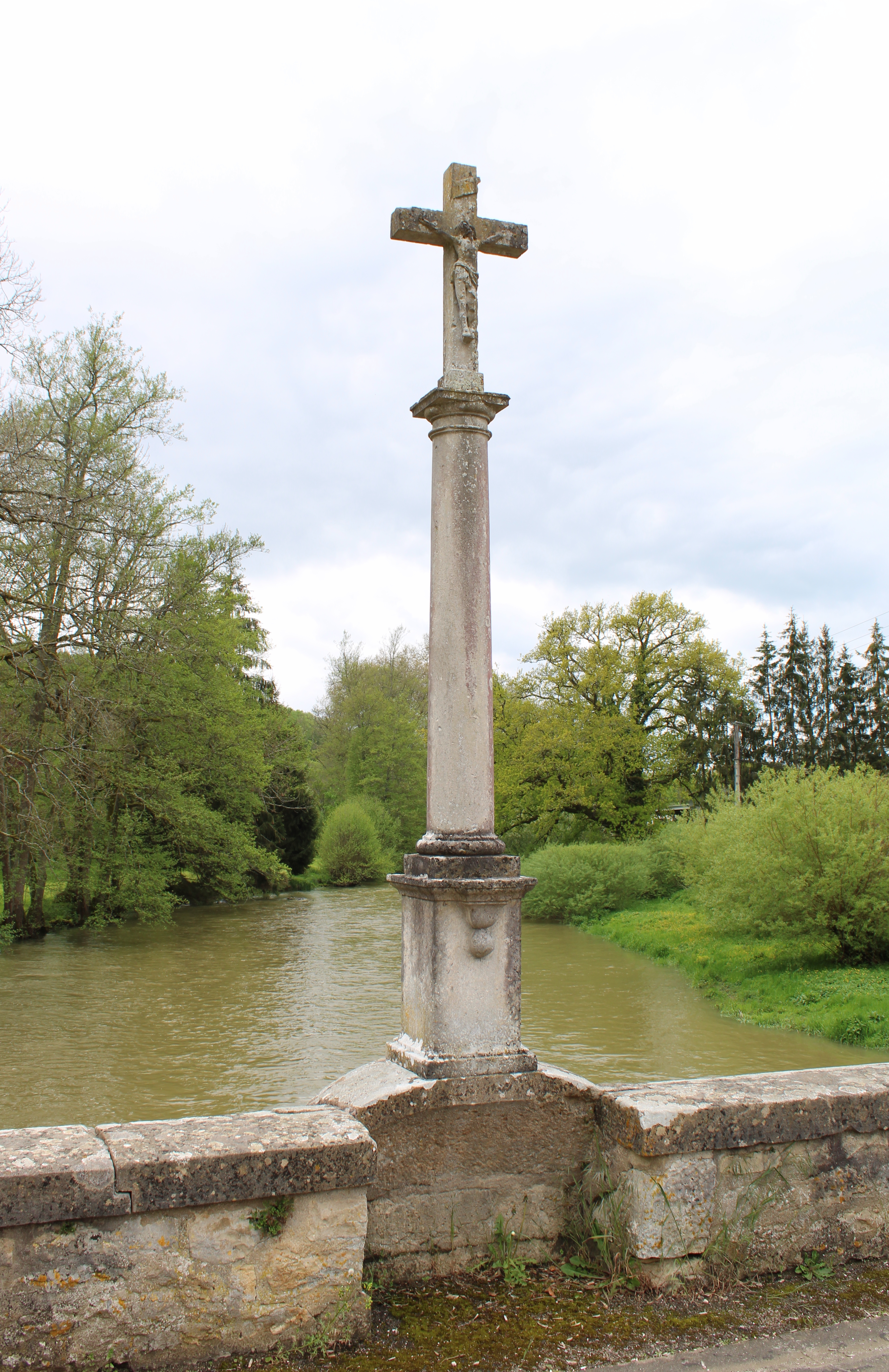
Le calvaire au milieu du pont.

### Personnalités liées à la commune
- Claude Duval de Fraville, homme politique français des XVIIIe-XIXe siècles, construit les bases de Condes et y est mort.
- Laurent Martin Duval de Fraville, homme politique français du XIXe siècle, a créé le Condes d'aujourd'hui et y est mort.